# Aeroport de Fes–Saïss
L'aeroport internacional de Fes-Saïss (àrab: مطار فاس سايس الدولي, maṭār Fās Sāyis ad-duwalī) (codi IATA: FEZ, codi OACI:  GMFF) és un aeroport que serveox la ciutat de Fes, a la regió de Fes-Meknès, al Marroc. L'aeroport va atendre més de 500,000 passatgers en 2008.

## Instal·lacions
L'aeroport es troba a una altura de 1,900 peus (579 m) sobre el nivell mitjà del mar. Té una sola pista d'aterratge designada 09/27 amb superfície d'asfalt de dimensions 3,200 per 45 metres (10,499 × 148 ft).

## Aerolínies i destinacions
| Aerolínies              | Destinacions |
| ----------------------- | --- |
| Air Arabia Maroc        | Bordeus (començarà el 3 de desembre de 2016), Montpeller, París-Charles de Gaulle (començarà el 4 de desembre de 2016), Tolosa                                                 |
| Corendon Dutch Airlines | Estacional: Amsterdam |
| Royal Air Maroc         | París-Orly |
| Royal Air Maroc Express | Casablanca |
| Ryanair                 | Barcelona, Beauvais, Bèrgam, Charleroi, Dole, Eindhoven, Hahn, Londres-Stansted, Madrid, Marsella, Nantes, Nimes, Roma-Ciampino, Saint-Étienne, Tolosa, Weeze Estacional: Pisa |
| Transavia France        | París-Orly |
| TUIfly Belgium          | Charleroi |
| Vueling                 | Estacional: Barcelona |

## Trànsits
| 2003              | 2004              | 2005              | 2006             | 2007              | 2008              | 2009              | 2010              | 2011             | 2012              | 2013              |
| ----------------- | ----------------- | ----------------- | ---------------- | ----------------- | ----------------- | ----------------- | ----------------- | ---------------- | ----------------- | ----------------- |
| 128 778 · 13,92 % | 189 027 · 46,79 % | 222 522 · 17,72 % | 228 399 · 2,64 % | 333 929 · 46,20 % | 409 260 · 30,06 % | 530 432 · 28,81 % | 743 018 · 40,08 % | 792 611 · 7,43 % | 654.691 · 17,40 % | 790.785 · 20,79 % |